# 千住鎮雄
千住 鎮雄（せんじゅ しずお、1923年7月14日 - 2000年9月2日）は、日本の経営工学者。慶應義塾大学名誉教授、工学博士（慶應義塾大学、1960年）。

## 略歴
1941年に東京府立第一中学校卒業後、慶應義塾大学工学部卒業。のち慶應義塾大学理工学部教授、1987年に杏林大学社会科学部教授、さらに旧制一中の先輩である大来佐武郎が学長を務めていた国際大学で国際経営研究所長に就いた。1957年に日経品質管理文献賞を受賞。

## 家族
妻は千住文子で、文子の父は角倉邦彦。祖先に角倉了以がいる。文子の祖父で明治の医師角倉賀道は近代酪農の祖であり天然痘撲滅に奔走した。子供に千住博、千住明、千住真理子がいる。

## 著書
伏見多美雄と共著の『経済性工学の基礎』および『経済性工学の応用』は、投資の採算性評価に関するバイブルとなっている。『経済性工学の基礎』の副題は「意思決定のための経済性分析」、『経済性工学の応用』の副題は「採算経営の計画技術」となっており、経営科学を学ぶ上でなくてはならないものの考え方である。
- OR入門（1963年 オーム社）
- 線形計画法（1967年 共立出版（新しい数学へのアプローチ））
- 幹部のための損得学入門：目先の動きに惑わされるな（1971年 日本能率協会）
- やさしい経済性工学のはなし：損得計算のめやす（1986年 日本能率協会）

### 共著
- 生産計画と在庫管理（1961年 紀伊国屋書店）
- やさしいOR教室（関根智明共著 1962年 日本生産性本部）
- 経済性工学：利益拡大の計画技術（伏見多美雄共著 1967年 日本能率協会）
- 品質管理のための経済計算（水野紀一共著 1971年 日科技連出版社）
- 経営工学概論（師岡孝次共著 1973年 朝倉書店（経営工学講座））
- 経済性工学入門：技術者のための経済計算（伏見多美雄共著 1973年 朝倉書店（経営工学講座））
- 設備投資計画法（伏見多美雄共著 1974年 日科技連出版社（ORライブラリー））
- 経済性分析（共編著 1979年 日本規格協会）
- 経済性工学の基礎：意思決定のための経済性分析（伏見多美雄共著 1982年 日本能率協会）
- 経済性工学の応用：採算経営の計画技術（伏見多美雄共著 1983年 日本能率協会）
- やさしい経済性分析：意志決定を助ける 幹部のための経済性工学（中村善太郎共著 1987年 日本規格協会）

### 翻訳
- J.F.マギー『生産計画と在庫管理』（松田武彦共訳 1961年 紀伊国屋書店（現代経営科学全集））
- A.J.デリソッラ、S.J.キルク『建物のライフサイクル・コスト分析』（1987年 鹿島出版会）